# All the King's Men
All the King's Men (Todos los hombres del rey, El político o Decepción) es una película estadounidense de 1949 basada en la novela homónima de Robert Penn Warren, de 1946, y escrita, dirigida y producida por Robert Rossen.

## Sinopsis
La película narra el ascenso político de Willie Stark (Broderick Crawford) un honrado político de un condado rural del sur estadounidense que se caracteriza por su lucha contra la corrupción. En su ascenso al poder Willie se volverá tan corrupto como aquellos a los que denunció en sus comienzos. El personaje de Stark asemeja estar inspirado en el gobernador de Louisiana Huey Long, apodado The Kingfish.

## Reparto

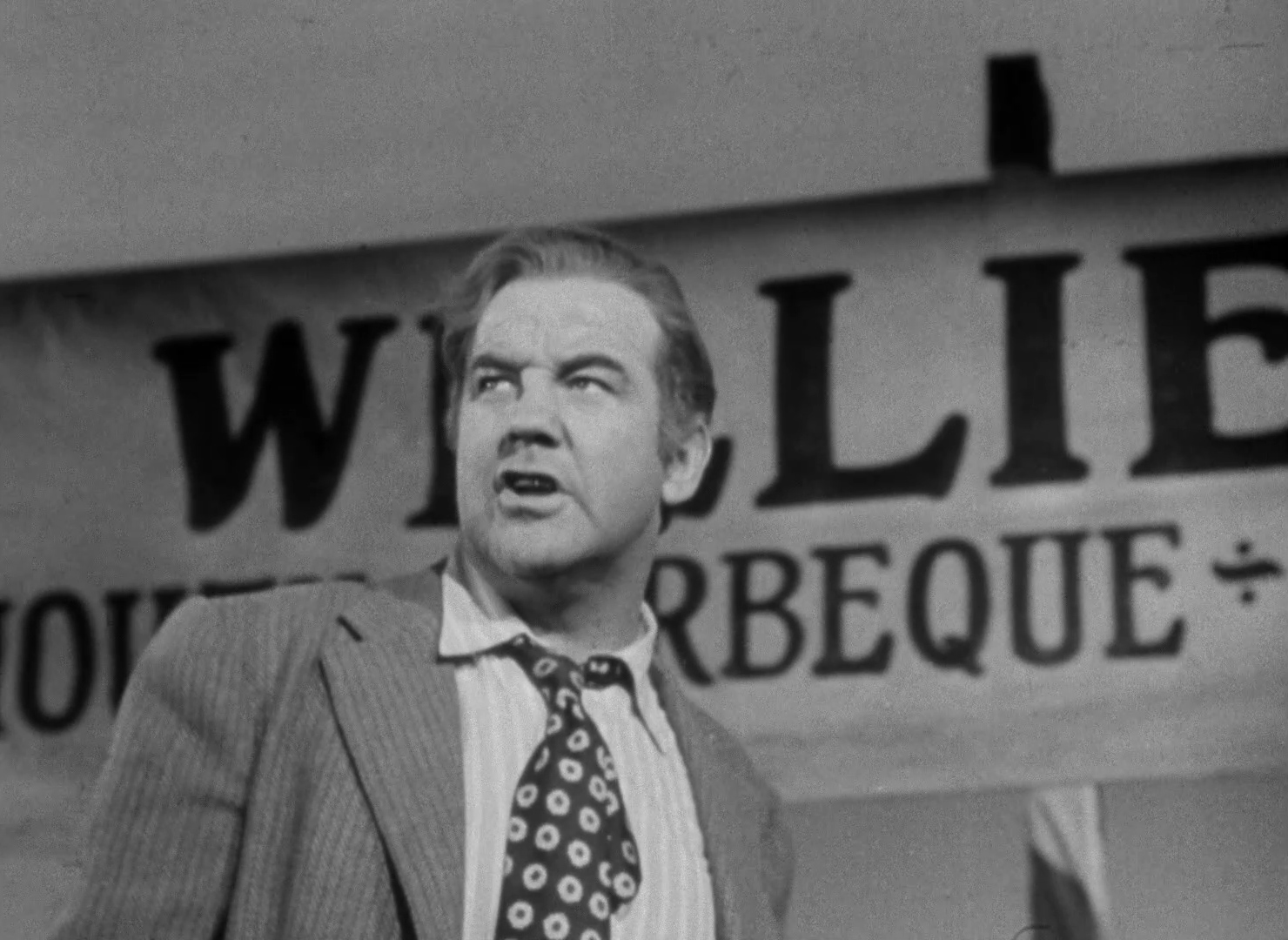
Broderick Crawford como Willie Stark en All the King's Men

- Broderick Crawford: Willie Stark
- John Ireland: Jack Burden
- Joanne Dru: Anne Stanton
- John Derek: Tom Stark
- Mercedes McCambridge: Sadie Burke
- Shepperd Strudwick: Adam Stanton
- Ralph Dumke: Tiny Duffy
- Anne Seymour: Mrs. Lucy Stark
- Katherine Warren: Mrs. Burden
- Raymond Greenleaf: Monte Stanton
- Walter Burke
- Will Wright: Dolph Pillsbury
- Grandon Rhodes: Floyd McEvoy
- Larry Steers (sin acreditar)

## Crítica
El crítico William Brogdon, escribiendo para Variety, también fue de cortesía y elogió el trabajo de Broderick Crawford: "Como lo hace el Abe Lincoln rural, surgiendo del suelo para convertirse en un gran hombre usando el instinto de seguir al líder y sin opinión del votante más común, Broderick Crawford lo hace una actuación sobresaliente. Dotado de un papel carnoso, su inclinación histriónica lo envuelve en un gran éxito personal que añade mucho a los muchos aspectos dignos del drama". Ganó una encuesta de Associated Press en 1950 como la mejor película de 1949, y Broderick Crawford fue considerado el mejor actor en esa misma encuesta.
En Rotten Tomatoes, Todos los hombres del rey tiene una valoración del 97% basada en 70 críticas, con una nota media de 8,10/10. El consenso resume: "Broderick Crawford está hechizante como el político Willie Stark en la adaptación del director Robert Rossen de la novela de Robert Penn Warren sobre los efectos corrosivos del poder en el alma humana." 

## Palmarés cinematográfico
En 2001, fue seleccionado para la preservación de la película en los Estados Unidos Registro Nacional de Cine de la Biblioteca del Congreso como siendo "cultural, histórica o estéticamente significativa". The Academy Film Archive conservó a All the King's Men en 2000.  Hasta la fecha, es el último ganador de la Mejor Película basado en una novela ganadora del Premio Pulitzer.

### Premios Óscar
| Categoría               | Persona                 | Resultado  |
| ----------------------- | ----------------------- | ---------- |
| Mejor película          | Mejor película          | Ganadora   |
| Mejor director          | Robert Rossen           | Candidato  |
| Mejor actor             | Broderick Crawford      | Ganador    |
| Mejor actor de reparto  | John Ireland            | Candidato  |
| Mejor actriz de reparto | Mercedes McCambridge    | Ganadora   |
| Mejor guion adaptado    | Robert Rossen           | Candidato  |
| Mejor montaje           | Al Clark Robert Parrish | Candidatos |

## Otras versiones
- Todos los hombres del rey (2006)